# Olaszliszka
Olaszliszka is een plaats (község) en gemeente in het Hongaarse comitaat Borsod-Abaúj-Zemplén. Olaszliszka telt 1802 inwoners (2001).